# Tectaria johannis-winkleri
Tectaria johannis-winkleri là một loài thực vật có mạch trong họ Dryopteridaceae. Loài này được (C. Chr.) C. Chr. miêu tả khoa học đầu tiên năm 1934.